# Петергоф (дворцово-парковый ансамбль)
Петерго́ф (от нем. Péterhof — «двор Пе́тера») — дворцово-парковый ансамбль на южном берегу Финского залива. Находится на территории муниципального образования город Петергоф (с 1944 года по 1997 год — «Петродворец») в Петродворцовом районе Санкт-Петербурга. От него произошло название «Петергофской дороги». Часть его находится в ведении государственного музея-заповедника «Петергоф».
Петергоф включает в себя несколько дворцово-парковых ансамблей, формировавшихся на протяжении двух веков. «Нижний парк», «Верхний сад» и «Английский парк» — ансамбли, получившие развитие в XVIII веке. «Александрия», «Колонистский парк», «Луговой парк», «Александринский парк», «Сергиевка», «Собственная дача» — ансамбли XIX века.
В годы Великой Отечественной войны, находясь на территории, оккупированной немецкими войсками, все парки Петергофа получили очень серьёзные повреждения. Особенно пострадали Верхний сад и Нижний парк, система фонтанного водовода. Реставрационные работы, начатые в 1944 году, продолжаются до сих пор.
Петергоф вместе с рядом других памятников Санкт-Петербурга образует единый комплексный объект всемирного наследия ЮНЕСКО.
Ансамбль имеет одну из крупнейших в мире фонтанных систем — 147 действующих фонтанов (2018).

## История

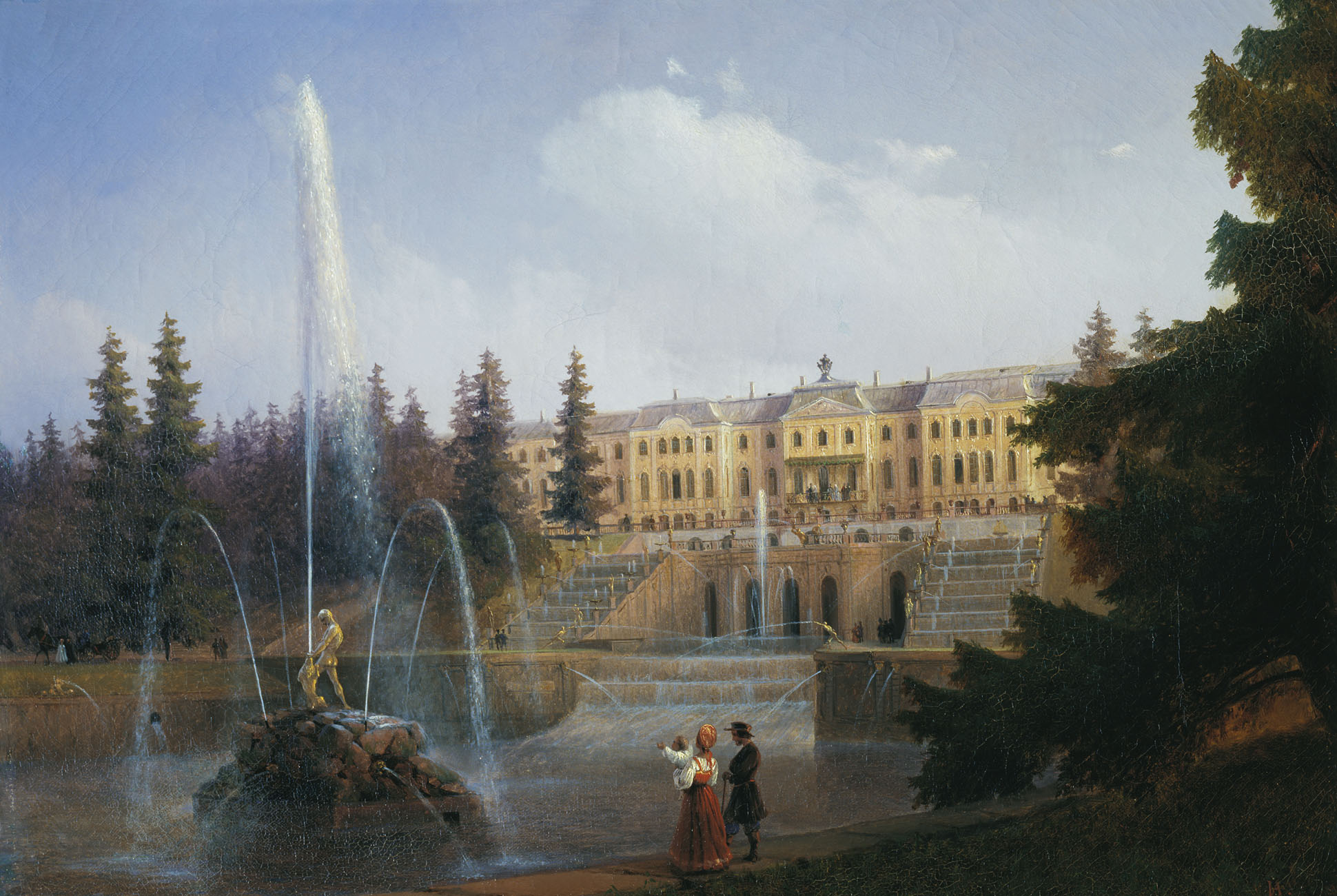
И. К. Айвазовский. Вид на Большой каскад и Большой Петергофский дворец. 1837

Впервые Петергоф был упомянут в 1705 году как «путевой двор» и пристань для переезда на остров Котлин. Это была одна из многих мыз («попутных светлиц»), построенных по дороге из Санкт-Петербурга вдоль южного берега Финского залива. В 1712 году начато строительство загородной императорской резиденции для Петра I. В 1714 году был заложен Большой дворец.
В 1715 году император всероссийский Пётр I задумал создать парадную императорскую резиденцию, способную превзойти знаменитый Версаль. Для этих целей начали строительство в Стрельне. Однако для круглосуточного функционирования фонтанов необходимо было поднять воду до отметки примерно в 10 метров над уровнем моря, а это привело бы к затоплению бассейнов рек Стрелки и Кикенки, так как окружающая их территория (южнее Петергофской дороги) площадью в десятки квадратных километров находится ниже указанной отметки.
Способные решить проблему гидротехнические сооружения обошлись бы Петру I слишком дорого, при этом западнее от Стрельны существовал ландшафт, идеально созданный природой для круглосуточного поступления воды. Пойти против царской воли, инженерными расчётами доказать невозможность устройства «водных феерий» в Стрельне и перенести строительство в Петергоф смог талантливый инженер и гидротехник Бурхард Миних.
Петергоф, как дворцово-парковый ансамбль, формировался на протяжении XVIII — начала XX веков.
После Октябрьской революции 1917 года дворцы были превращены в музеи, когда было принято решение о переносе столицы из Петербурга в Москву в марте 1918 года. Во время войны в годы 900-дневной блокады Ленинграда (1941—1944) осенью 1941 года был оккупирован немецкими войсками. Перед их приходом удалось эвакуировать свыше 8 тысяч предметов убранства дворцов и около 50 статуй. Однако все каскады ансамбля были практически полностью разрушены артиллерией.
После войны началось восстановление Петергофа, которое продолжается до сих пор. В 1945 году открыт Нижний парк, год спустя пущены фонтаны. В 1947 году заработал утраченный во время войны фонтан «Самсон». Ведётся реставрация Большого дворца, Монплезира, Марли, дворца Коттедж. В 1983 году было воссоздано 155 музейных объектов.
Часть дворцов и парков Петергофа (Нижний парк, Верхний сад, Александрия, часть Колонистского парка) в настоящее время входит в состав ГМЗ «Петергоф».

## Композиция паркового ансамбля

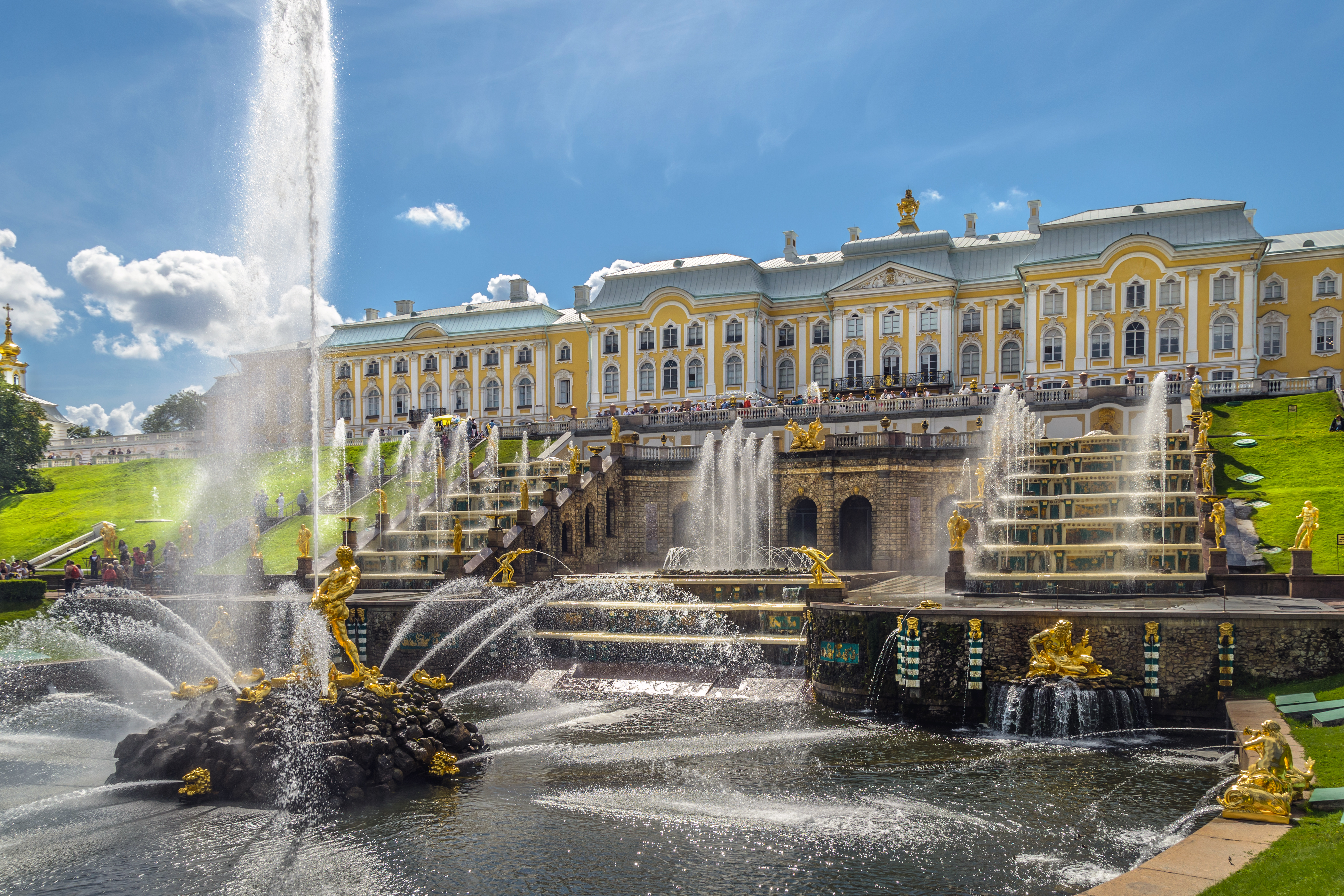
Большой каскад и Большой дворец

Центральное место в композиции занимает Нижний парк с фонтанами. Вместе с Верхним садом он образует старейшую часть ансамбля. С востока Нижний парк граничит с Александрией, которая, в свою очередь, на юге продолжается Александровским парком. К Верхнему саду с юга примыкает Ольгин пруд, являющийся частью Колонистского парка. К югу от него простирается обширный Луговой парк.
К юго-западу от Нижнего парка в XVIII веке сформировался пейзажный Английский парк. Вниз по Петергофской дороге, к западу от Нижнего парка с севера на юг протянулся парк Сергиевка, с востока граничащий с Собственной дачей.
Характерной особенностью дворцово-паркового ансамбля Петергофа является его близость к морю. Из 9 парков ансамбля 4 северной границей имеют Финский залив. В этих 4 парках (Нижний парк, Александрия, Сергиевка, Собственная дача) дворцы, играющие ключевую роль в ансамблях, расположены на краю естественной возвышенности, протянувшейся вдоль побережья моря.

## Верхний сад

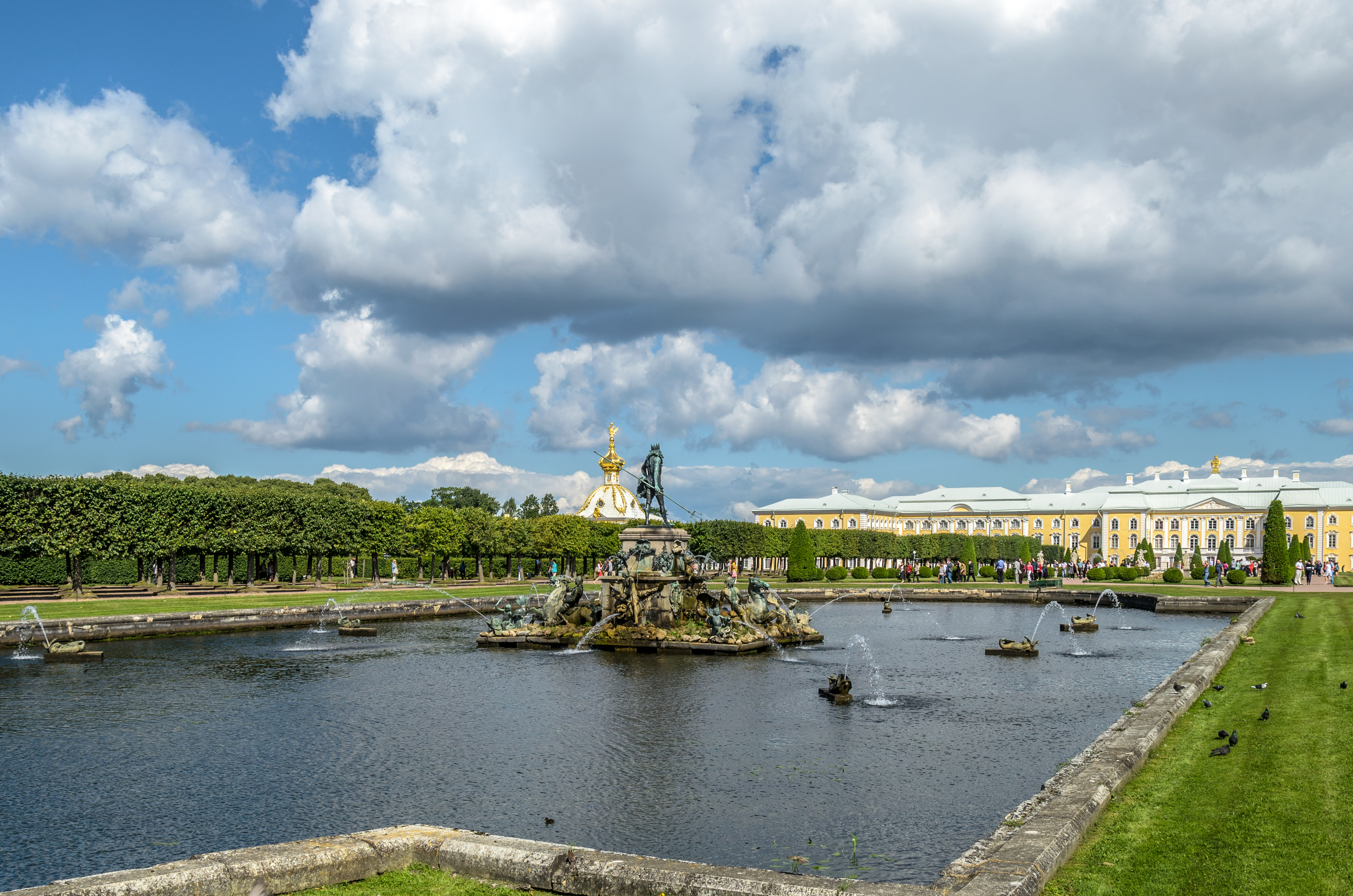
Фонтан «Нептун»

Верхний сад, имеющий площадь 15 га, был разбит при Петре I. Пётр, известный своим практическим подходом ко всему, использовал сад как огород, в котором выращивали овощи. Современный облик регулярного парка Верхний сад приобрёл ко второй половине XVIII века. В это время в саду появляются фонтаны:
- «Дубовый» (1734 год). Это первый фонтан Верхнего сада. В центре композиции находился свинцовый дуб, отсюда и название «Дубовый». Сейчас в центре круглого бассейна установлена скульптура «Амур, надевающий маску». Фонтан известен традицией, возникшей со времён императрицы Елизаветы Петровны и возрождённой в наши дни, ежегодно 1 августа (14 августа по новому стилю) совершать в его бассейне ритуал водосвятия и окропления святой водой полковых знамён всех военных частей, расположенных в Петергофе[4]
- «Нептун» (1736 год). Он является композиционным центром верхнего сада. Вначале в центральном бассейне Верхнего сада поместили скульптурно-фонтанную композицию «Телега Нептунова». Скульптуры были отлиты из свинца и позолочены. После неоднократных реставраций «Телегу Нептунову» в конце XVIII века всё же пришлось снять. Вместо неё установили новую группу — «Нептун», сохраняющуюся и поныне. Она установлена в центре большого прямоугольного пруда на высоком гранитном пьедестале, украшенном 4 фонтанирующими маскаронами. Фонтан восстановлен в 1949 году
- Фонтаны Квадратных прудов. Сами пруды появились ещё в 1720 году, а в фонтаны были превращены позднее. В настоящее время фонтаны декорированы скульптурами «Весна» и «Лето», а также являются накопительными прудами с водой для фонтанов Нижнего парка.
- «Межеумный» (1738 год). Этот фонтан находится около главного входа в Верхний сад. В центре круглого бассейна крылатый дракон, вокруг него 4 фонтанирующих дельфина. Название фонтана «Межеумный» или «Неопределённый» отражает историю многократных смен скульптурного декора.

К концу XVIII века из-за прекращения регулярной стрижки деревьев и кустов Верхний сад разросся. Высокие деревья закрыли вид на фасад Большого дворца.
Во время Великой Отечественной войны сад был сильно повреждён, его пересекал противотанковый ров. Сильно пострадала ограда и пилоны на главном входе. В 1960-х годах была проведена реставрация, проходившая по историческим документам и планам. Верхнему саду был придан первоначальный регулярный облик. Полностью парк был восстановлен в 1968 году.

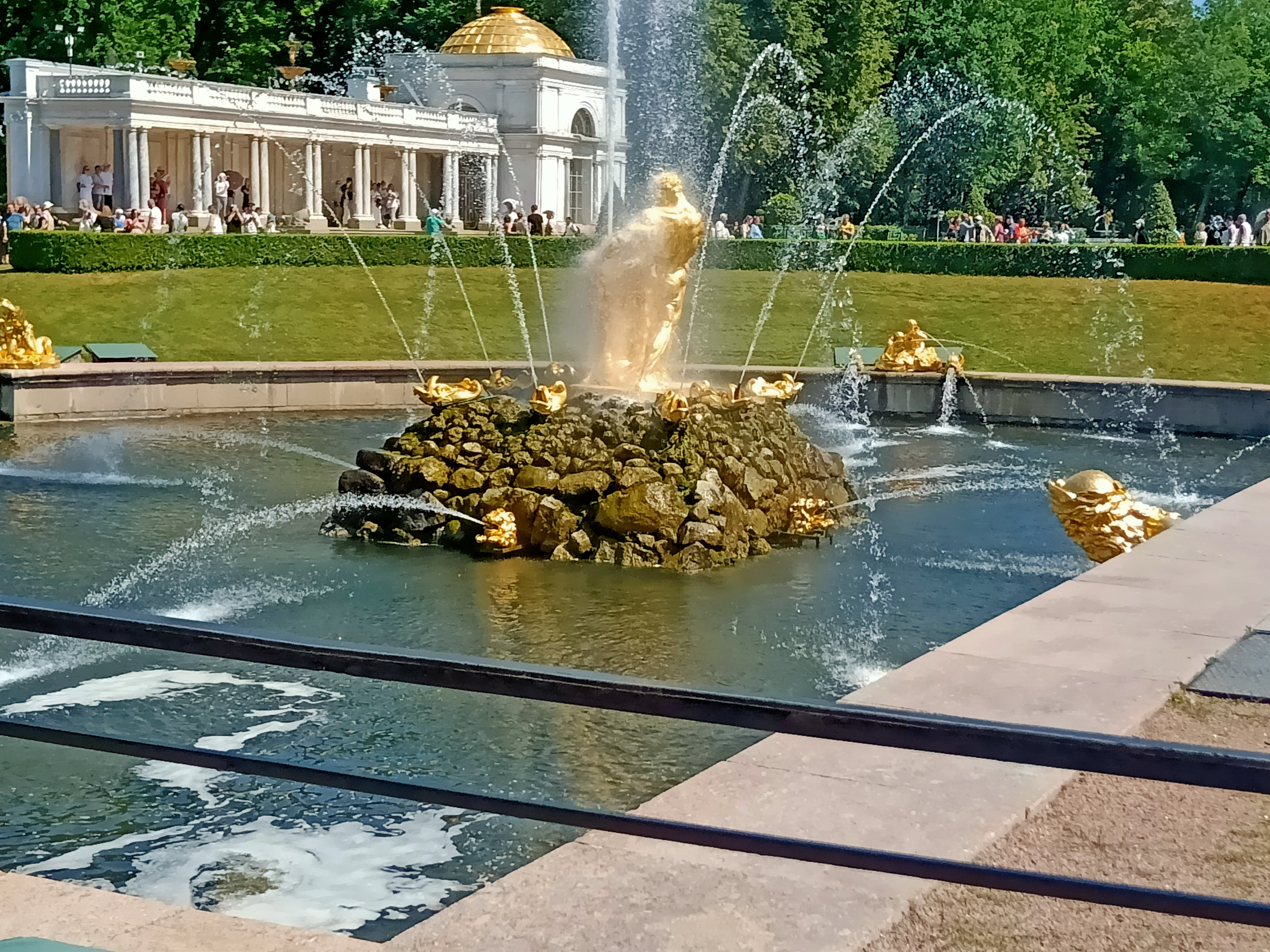
Фонтан «Самсон»

## Большой Петергофский дворец
Большой Петергофский дворец — основное здание ансамбля Нижнего парка и Верхнего сада. Первоначально довольно скромный царский дворец, сооружённый в стиле «петровского барокко» в 1714—1725 годах по проекту Ж-Б. Леблона, а затем Н. Микетти, был перестроен в 1747—1752 годах архитектором Ф.-Б. Растрелли для императрицы Елизаветы Петровны в так называемом стиле зрелого барокко. Длина обращённого к морю фасада — 268 м. От центрального корпуса отходят 2 одноэтажные галереи, заканчивающиеся с запада Корпусом под гербом, а с востока — Церковным корпусом.
В первые же дни нацистской оккупации в сентябре 1941 года во дворце был пожар, полностью уничтоживший интерьеры. В 1944 году, когда немецкие войска уходили из Петергофа, центральная часть дворца была взорвана. Спустя 8 лет в ходе реставрационных работ был восстановлен внешний облик дворца, а в 1964 году первые залы были открыты для туристов.

## Нижний парк
Регулярный Нижний парк, в плане представляющий собой удлинённый треугольник, имеет площадь около 102 гектаров. Парк растянулся с запада на восток вдоль кромки берега Финского залива на 2,5 километра, в то время как его протяжённость с юга на север составляет всего 500 метров. Парк состоит из 3 взаимосвязанных частей. Это центральный, западный и восточный ансамбли. Каждый из них состоит из самостоятельных небольших ансамблей.
Основа планировки парка — 2 системы лучевых аллей (направления север-юг и восток-запад), пересекающихся друг с другом. Все основные аллеи Нижнего парка или выходят к заливу или заканчиваются фонтаном. В планировке чётко соблюдается принцип симметрии. Центральная ось — это Большой каскад и Морской канал. На равном расстоянии от оси находятся фонтаны «Адам» и «Ева», каскады «Шахматная гора» и «Золотая гора», дворец Монплезир и павильон Эрмитаж.

### Ансамбль центральной части

#### Фонтан«Самсон, раздирающий пасть льва»
По первоначальному замыслу в центре Большого каскада должна была находиться фигура Геракла, побеждающего Лернейскую гидру, однако при строительстве Геракл был заменён на Самсона, разрывающего пасть льву.
Считают, что фигура Самсона появилась в связи с Полтавской победой русских войск над шведами, одержанной в день Сампсона Странноприимца. Лев же связывается со Швецией, так как именно этот символ присутствует на гербе страны и до наших дней.
Фонтан-монумент был установлен в 1735 году.
Фонтан сильно пострадал в ходе Великой Отечественной войны. Оригинальная статуя Самсона была утрачена и воссоздана скульптором В. Л. Симоновым уже после войны. Ансамбль был вновь открыт 14 сентября 1947 года. 28 декабря 2010 статуя демонтирована и отправлена на реставрацию. В 2011 снова установлена.

#### Морской каналиаллея фонтанов
Идея создания канала принадлежала Петру I и первоначально имела не только декоративное, но и прикладное значение — водная артерия должна была связать Большой дворец с Финским заливом. Когда-то здесь располагались лестницы с пристанью для шлюпок.
В 4 чашах на ажурных ножках по требованию Петра I установили небольшие скульптурные композиции, изготовленные Николаем Пино по сюжетам басен Эзопа «Две змеи», «Курица и коршун», «Змей, грызущий наковальню» и «Гора и мышь» — наглядная сатира на врагов России с моральным поучением. В остальных бассейнах-вазах поместили небольшие водометы.

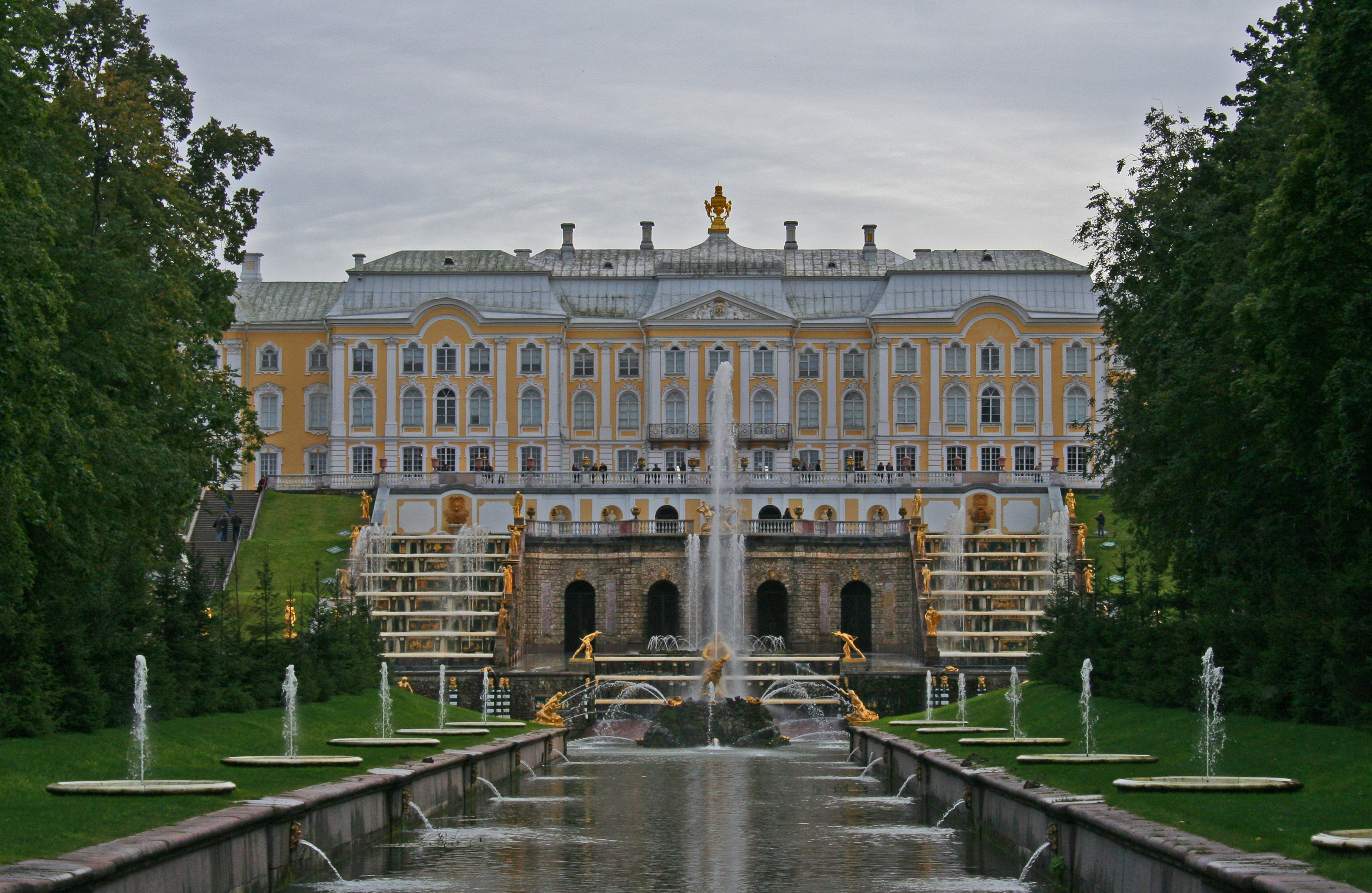
Большой дворец и Морской канал

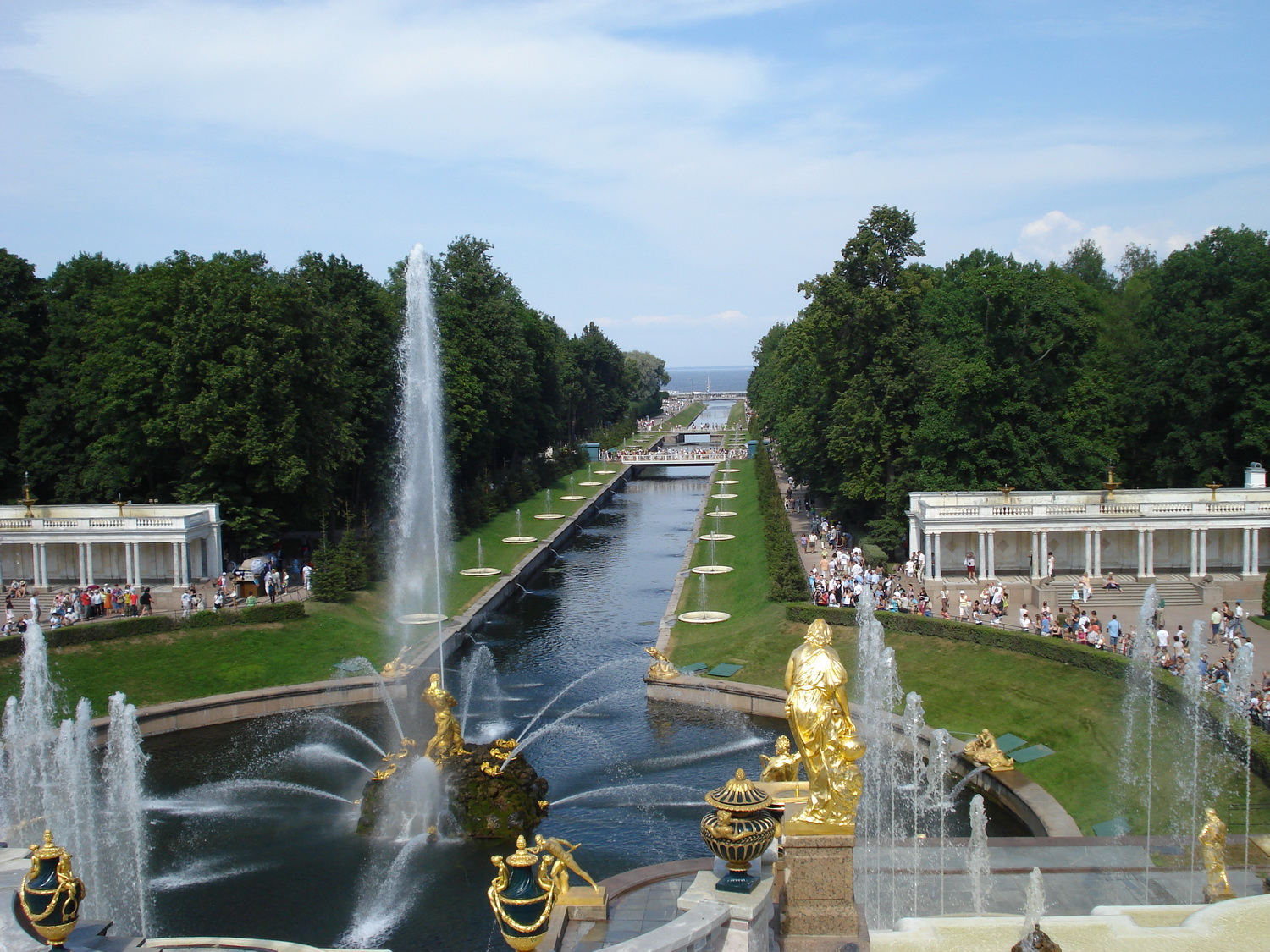
Морской канал

#### Воронихинские колоннады
Мраморные Воронихинские колоннады (1800—1803) получили своё название по имени их создателя бывшего крепостного Андрея Воронихина, которому за проект петергофских колоннад было присвоено звание архитектора. Составленные из парных колонн колоннады завершаются павильонами с высокими купольными крышами. В центре каждого купола — невысокий фонтан. На плоских кровлях колоннад-фонтаны в виде изящных золочёных ваз. Входы стерегут гранитные львы, высеченные по моделям И. Прокофьева. Колоннады были отреставрированы в 1966 году.
Еще при Петре I по обе стороны от канала были построены галереи с небольшими павильонами из кирпича и дерева. По царскому указу в восточной галерее был устроен клокшпиль – музыкальный инструмент с хрустальными колокольчиками, приводимый в действие водой. В продолжение водяных затей в середине XVIII века в западной галерее был создан водяной орган – егерская штука. Вода, падающая на водяное колесо, заставляла двигаться деревянные раскрашенные скульптуры: егерь, трубящий в рог, сатиры, играющие на флейтах, собаки, с лаем преследующие оленя, 12 певчих птиц. Звуки воспроизводили с помощью мехов.

#### Фонтаны «Адам» и «Ева»
Символику фонтанов с самого начала трактовали просто: библейские Адам и Ева, прародители рода человеческого, — это аллегории Петра I и Екатерины, первых императора и императрицы, прародителей Российской империи. Такая аллегорическая трактовка получила развитие во времена правления Екатерины I; недаром второй фонтан был построен по её распоряжению.
Фонтаны «Адам» и «Ева» — единственные в Петергофе, сохранившие своё изначальное скульптурное убранство; они не менялись на протяжении почти 3 веков.

### Ансамбль западной части

#### Дворец Марли

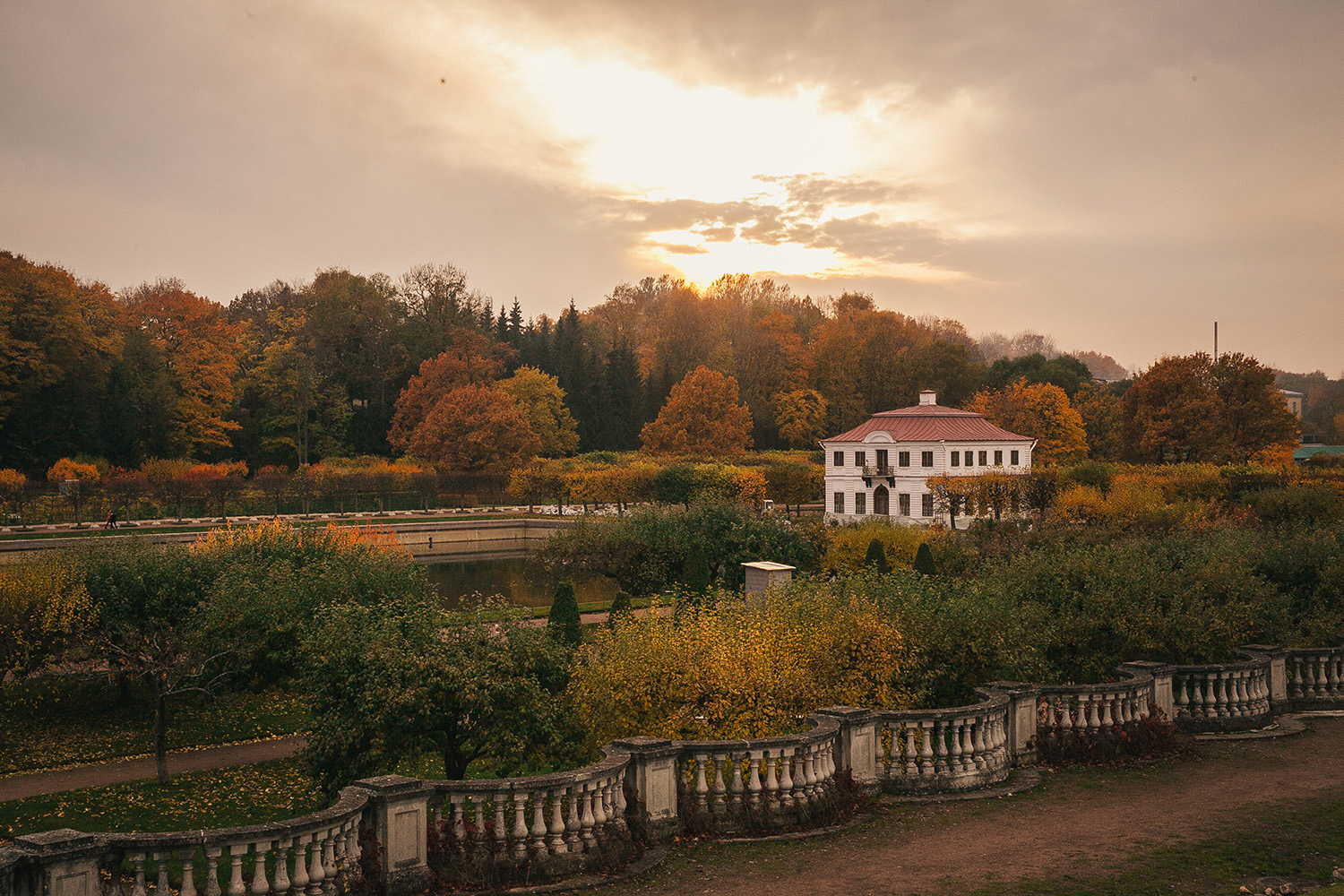
Дворец Марли на осеннем закате

Дворец Марли — главное сооружение западной части Нижнего парка. Несмотря на небольшие размеры, он играет важную роль в общей структуре всего ансамбля. От дворца лучеобразно отходят 3 главные аллеи, прорезающие парк с запада на восток: центральная — Марлинская, северная — Малибанская и южная — берёзовая.
Дворец стоит на искусственной перемычке между большим Марлинским прудом и Секторальными прудами. Высокий насыпной вал, расположенный к северу от Марли, защищает дворец и Марлинский сад от ветра с Финского залива. Фасад дворца с высокой крышей и тонким кружевом балконных решёток — очень изысканный и изящный.
Проект «Малых приморских палат» (так Марли первоначально упоминался в документах XVIII века) создал архитектор И. Браунштейн. По первоначальному замыслу строение должно быть 1-этажным, но во время постройки Пётр I приказал надстроить второй этаж. Всего во дворце 12 помещений, не считая лестницы и 2 коридоров и все они — небольшого размера. Необычно то, что во дворце нет традиционного парадного зала. Пётр I отводил эту роль вестибюлю («Переднему залу»).
Новый дворец получил название Марли от резиденции французского короля Людовика XIV в Марли-ле-Руа близ Парижа, которую Пётр Великий посетил во время своего пребывания во Франции в 1717 году, и предназначался для проживания знатных особ. Но уже в середине XVIII века он был превращён в своеобразное хранилище предметов, связанных с именем Петра Великого.
В 1899 году дворец был полностью разобран для постановки на новый фундамент, так как по стенам здания пошли трещины. В процессе работ все подлинные детали отделки были сохранены.
Разрушенный в годы Великой Отечественной войны дворец был восстановлен по проекту Е. Казанской и А Гессена и открыт для посетителей в 1982 году.

#### Каскад«Золотая гора»
Каскад «Золотая гора» назван так потому, что вертикальная часть ступеней каскада отделана золочёным медным листом. Если смотреть на каскад снизу, стоя у подножия, то создаётся впечатление струящегося золотого потока. Расположен около дворца Марли.

#### Фонтан «Китовый»
Первоначально композиция фонтана была такова — в центре помещали вырезанную из дерева 7-метровую сказочную «Рыбу-кит», по сторонам — свинцовые «морские быки», отлитые в Петербурге П. Луковниковым и прочеканенные А. Куломзиным. Лаковых дел мастер Г. Брумкорст расписал скульптуры, что придало оформлению фонтана ещё более живописный характер.
В 1963 году после разрушения всего парка в Великую Отечественную войну фонтан был воссоздан по чертежам XIX века. На струе из фонтана держался и вращался медный шар. В настоящее время этого шара уже нет на струе фонтана, он был убран несколько лет назад. Сам фонтан — расположен в песочном пруду.

### Ансамбль восточной части

#### Каскад «Шахматная гора» (Каскад драконов)

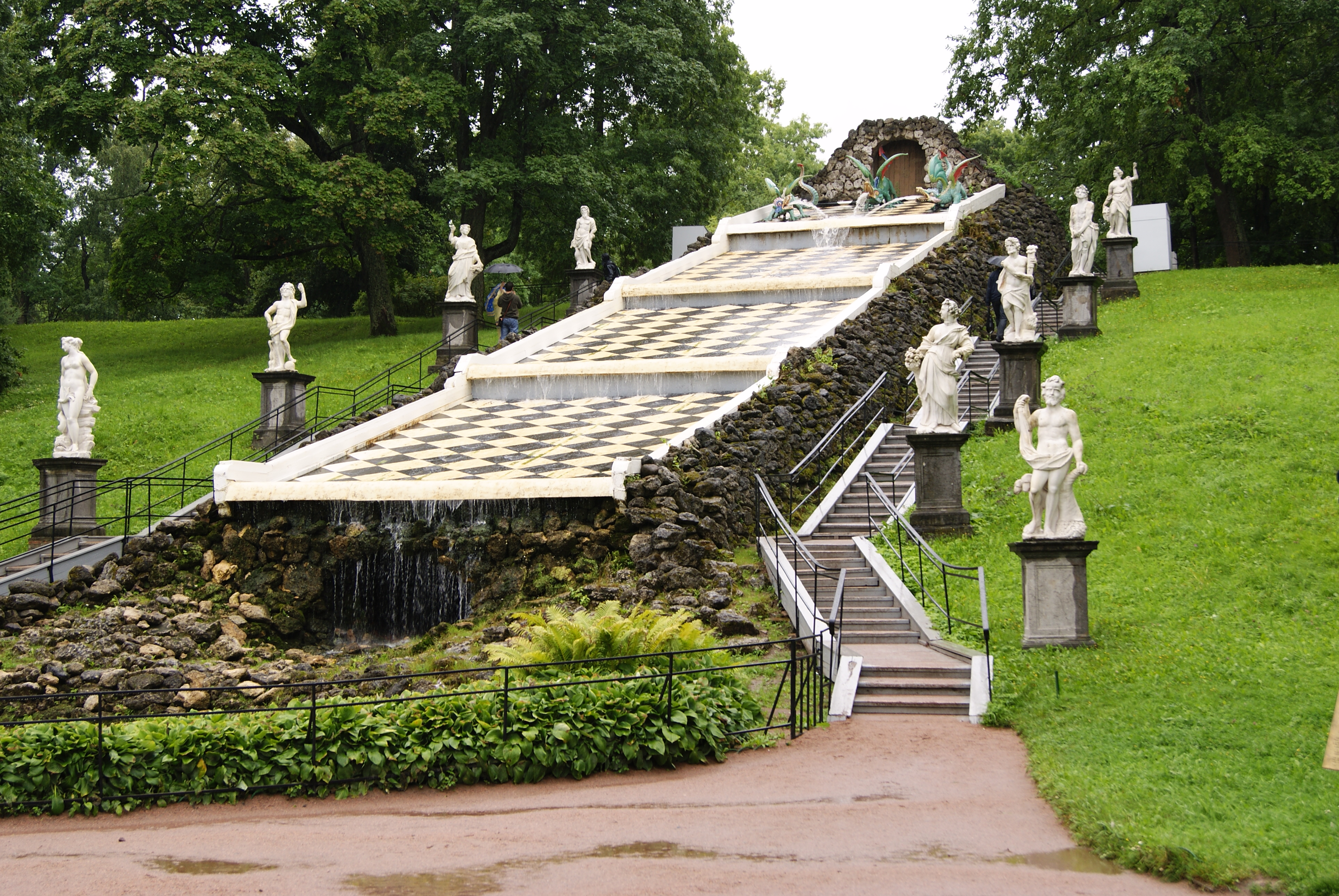
Каскад «Шахматная гора»

Шахматная гора — каскад, расположенный на склоне террасы, с чёрно-белыми, «шахматными» плато.
На верху каскада находится грот, окружённый 3 красочными фигурами драконов, из пастей которых вырываются струи воды. Каскад состоит из 4 уступов и заканчивается круглым бассейном. По обе стороны каскада — построены лестницы, украшенные белокаменными статуями.

#### Римские фонтаны
Фонтаны называют «римскими», так как их внешний облик скопирован с двух фонтанов, установленных в Риме, на площади перед собором Святого Петра.
«Римские фонтаны» появились в парке в 1739 году и были выполнены из дерева с обшитыми свинцом чашами по проекту архитекторов И. Бланка и И. Давыдова.
В годы Великой Отечественной войны нацисты повредили мраморную облицовку пирамид, разрушили бассейны, подорвали трубопроводы. Отреставрированы фонтаны были уже в 1949 году.

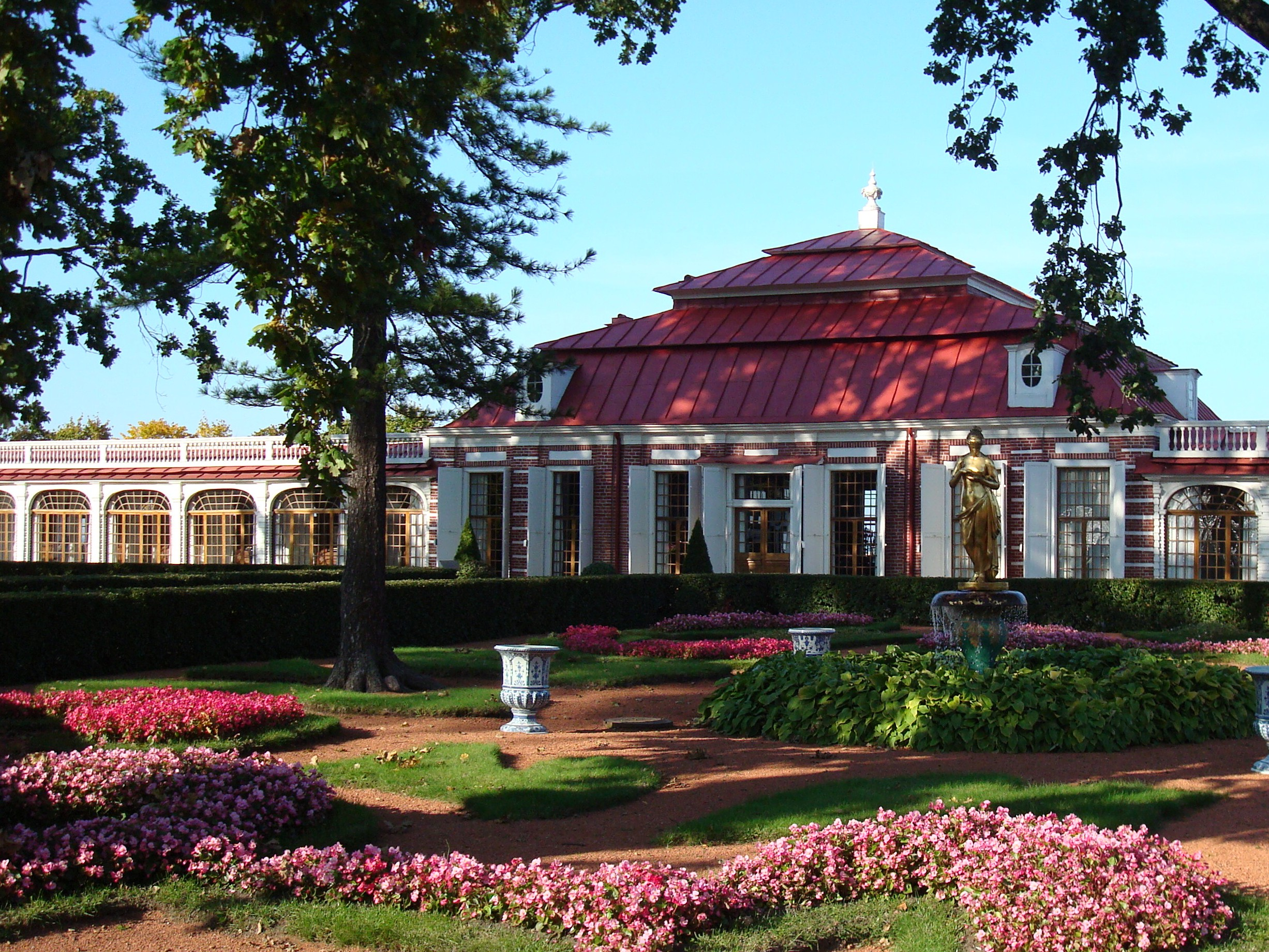
Дворец Монплезир

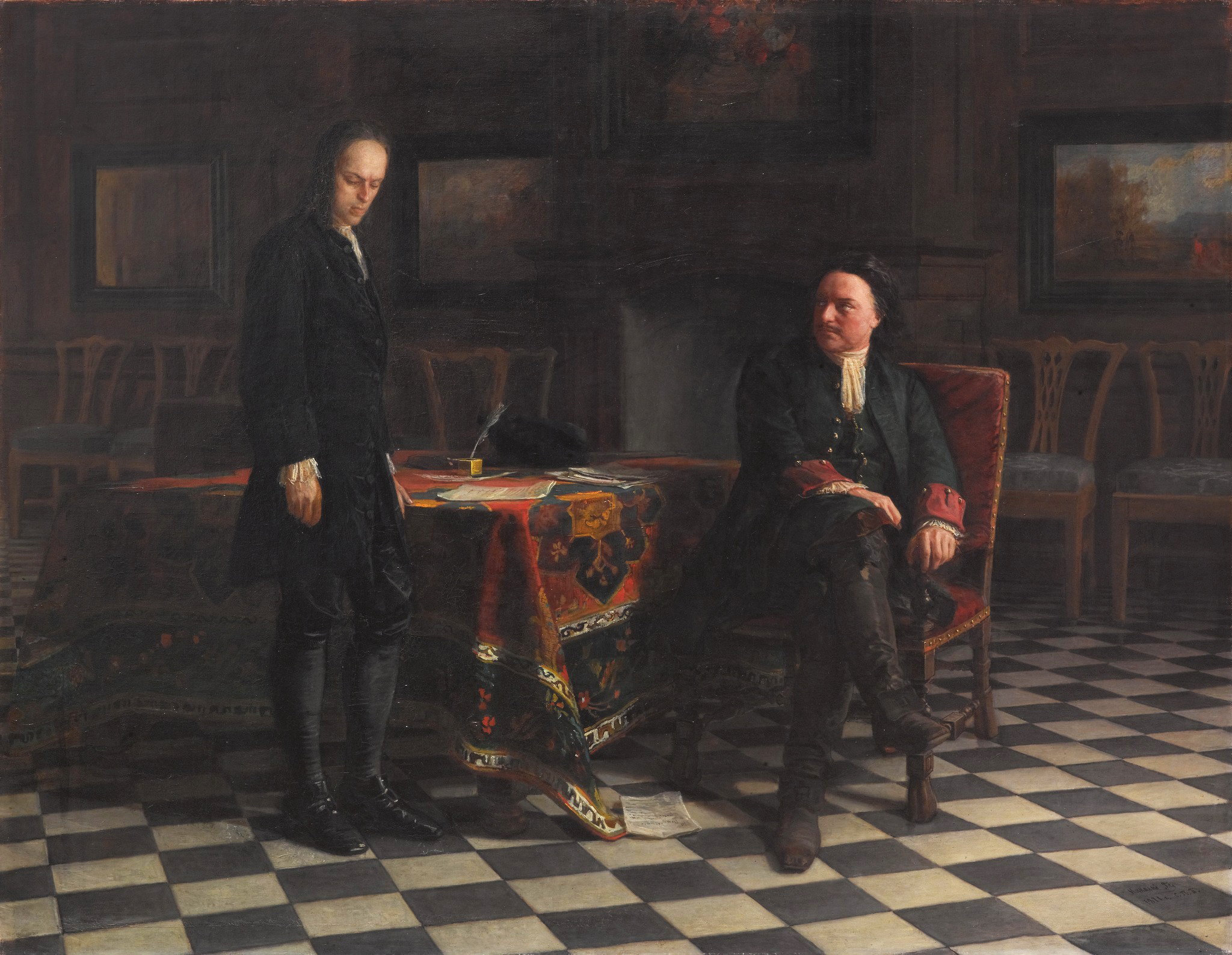
Центральный зал Монплезира на картине Николая Ге «Пётр I допрашивает царевича Алексея Петровича в Петергофе», 1871 год

Высота фонтанов — более 10 метров.

#### Дворец Монплезир
В переводе с французского (фр. mon plaisir) название дворца означает «моё удовольствие» — именно так назвал его Пётр I. Монплезир расположен в восточной части Нижнего парка прямо на берегу Финского залива. Здание строили с 1714 по 1723 годы.
Монплезир был любимым дворцом Петра I — внутреннее и внешнее убранство дворца отличают строгость и рациональность. К центральному залу дворца примыкают 6 помещений, вместе образующие главный объём здания, от которого отходят галереи, завершающиеся павильонами-люстгаузами. Среди комнат особо надо выделить жилые — кабинет и спальню Петра Великого.
После смерти Петра I дворец превратили в своеобразный музей, посвящённый императору, после его кончины здесь ничего не менялось. В настоящее время в Монплезире представлена первая в России коллекция картин европейских художников XVII—XVIII веков (картины приобретены самим императором). В Лаковом кабинете, оформленном в китайском стиле, на резных полочках-консолях, как и в XVIII веке, выставлена коллекция китайского фарфора.
В годы Великой Отечественной войны дворец сильно пострадал, но разрушен не был.

#### Екатерининский корпус
Екатерининский корпус был построен при Елизавете Петровне по проекту архитектора Ф. Растрелли в стиле барокко и состоял из 2 зданий, соединённых между собой галереей: каменного корпуса для проведения балов и приёмов и деревянного жилого флигеля. В этом флигеле жила Екатерина II в бытность супругой наследника престола Петра Фёдоровича. Именно отсюда она отправилась в Петербург для провозглашения себя императрицей в день дворцового переворота 28 июня 1762 года. Так корпус получил своё название.
При императрице Екатерине II интерьеры дворца были переделаны архитектором Кваренги в классическом стиле. Внутреннее убранство окончательно оформилось в царствование Александра I. В XIX веке в корпусе останавливались гости, проводили балы.
В годы Великой Отечественной войны деревянный флигель сгорел, а каменный получил очень сильные повреждения. Экспонаты, которые не успели эвакуировать, были утрачены, а значительная сохранённая часть коллекции послужила основой при формировании в восстановленном здании экспозиции музея, посвящённой искусству первой четверти XIX века.
Первая комплексная реставрация самого большого парадного дворца Нижнего парка была завершена в конце мая 1986 года. Очередная, самая масштабная реставрация Екатерининского корпуса, начатая в 2018 году, завершилась его открытием в мае 2021 года. 9 залов дворца восстановлены с максимальной тщательностью, очищена лепка, изразцовые печи и камины; отреставрирована декоративная роспись; в новом паркете использованы исторические породы дерева — дуб, дуб морёный и тик; шторы ткали на старинных станках на специальной реставрационной фабрике. Экспозиция адаптирована к потребностям людей с ограниченными возможностями, есть пандусы, надписи шрифтом Брайля и рельефные изображения картин для слабовидящих и незрячих посетителей.

#### Фонтан «Пирамида»
В восточной части Нижнего парка, в боковой аллее находится фонтан, особенно поражающей своей многоводностью и удивительным рисунком. Издалека он напоминает триумфальное сооружение. В 1717 году Пётр I, будучи во Франции, обратил внимание на водомёт в виде 3-гранного обелиска. В 1721 году, после окончательной победы над шведами, он вспомнил об этом водном монументе и поручил Н. Микетти повторить версальский проект. Спустя 3 года «Пирамида» — так назвали фонтан, была пущена.
Принцип её работы — прост, эффект пирамиды достигали путём последовательного уменьшения диаметра 505 медных трубок по мере приближения к центру фонтана, отчего напор воды в них возрастал и, соответственно, росла высота струи.

#### Фонтан «Сноп»
Фонтан «Сноп» — один из первых фонтанов Петергофа, построенных по указанию Петра I. Создан он был в 1722—1723 годах архитектором Н. Микетти и фонтанным мастером Суалемом. Центр композиции — высокая туфовая тумба в виде связки колосьев (снопа), из которой бьёт мощная струя воды. Ниже по кругу располагаются ещё 24 наклонные, более тонкие струи.

#### Фонтан-шутиха «Диванчики»
Фонтан-шутиха «Диванчики» — самый старый из всех шутих Петергофа, создан в 1721—1723 годах. Считают, что проект фонтана правил сам Пётр I.

#### Фонтан-шутиха «Ёлочки»
Создан в правление императрицы Екатерины II в 1784 году по проекту архитектора Ф. А. Стрельникова фонтанным мастером И. В. Кейзером, самый причудливый фонтан-шутиха Петергофа.

Современные фотографии
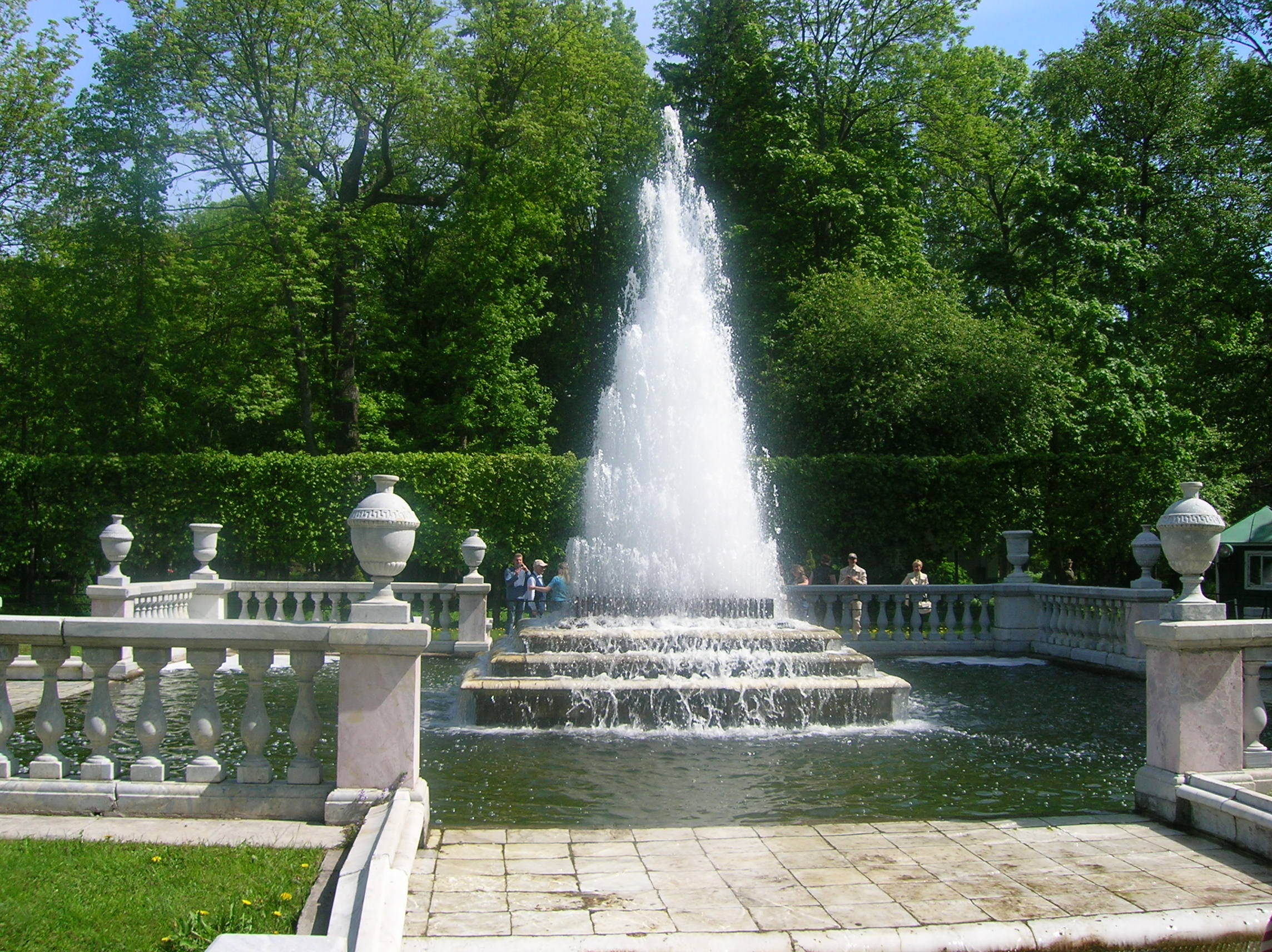
Фонтан «Пирамида»
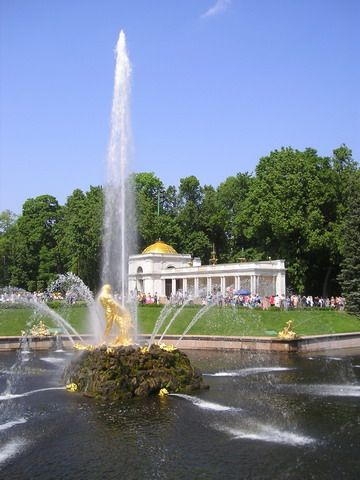
Фонтан «Самсон»
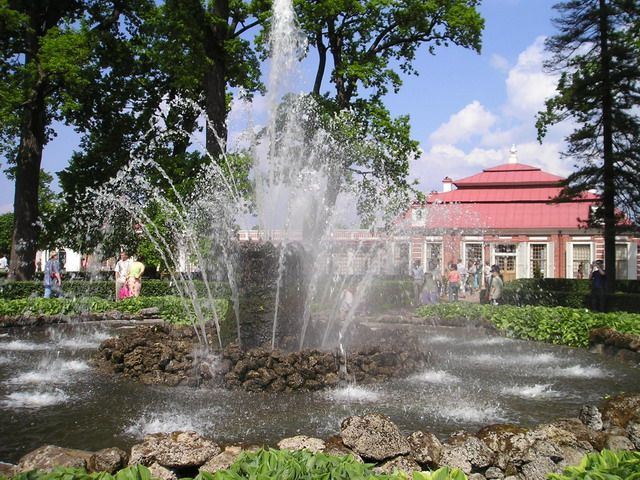
Фонтан «Сноп»
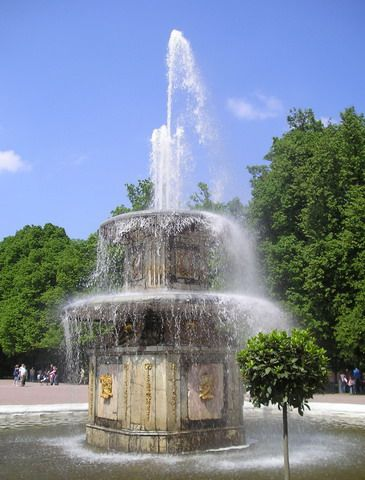
Римские фонтаны
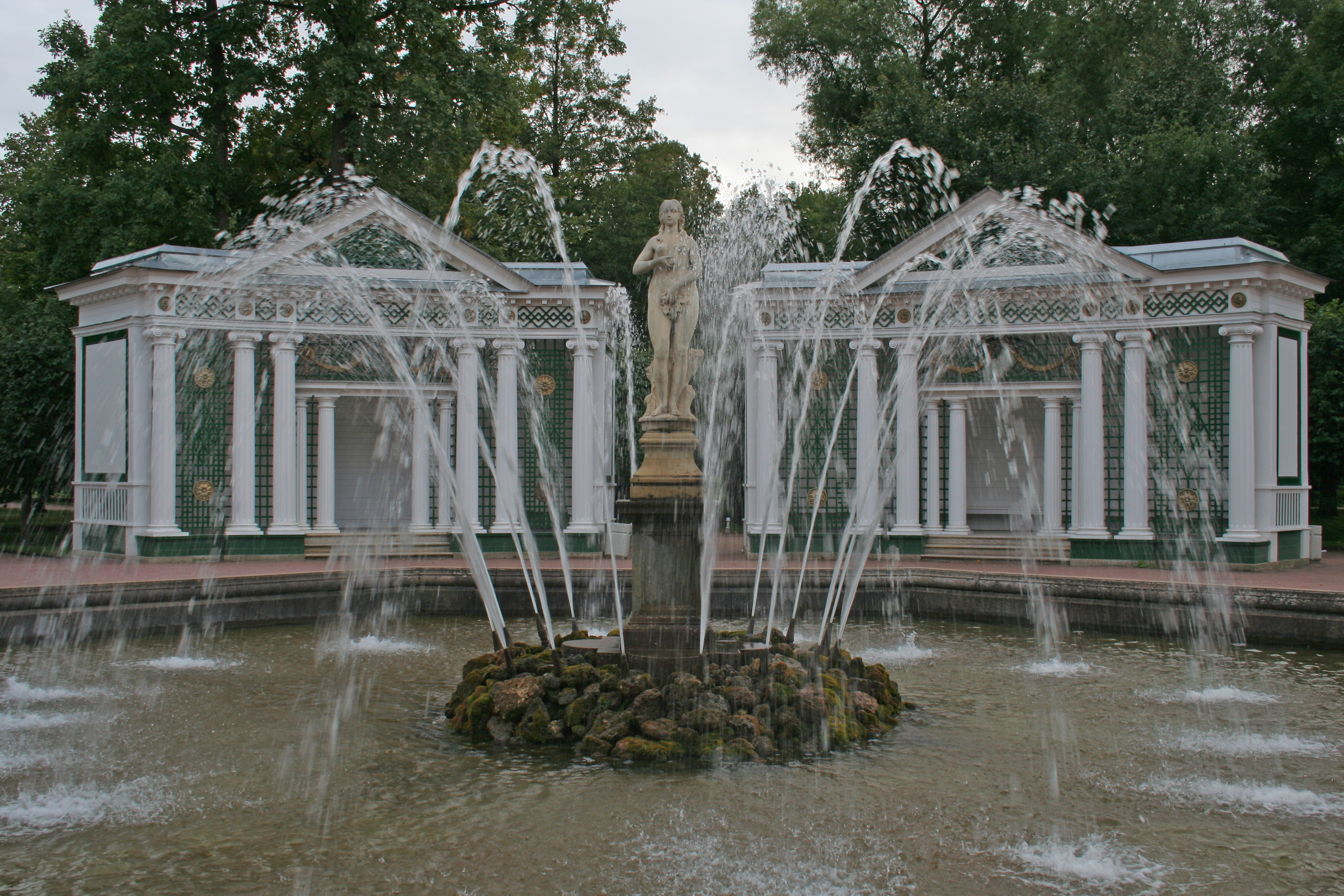
Фонтан «Ева»

Почтовые открытки 1907 года
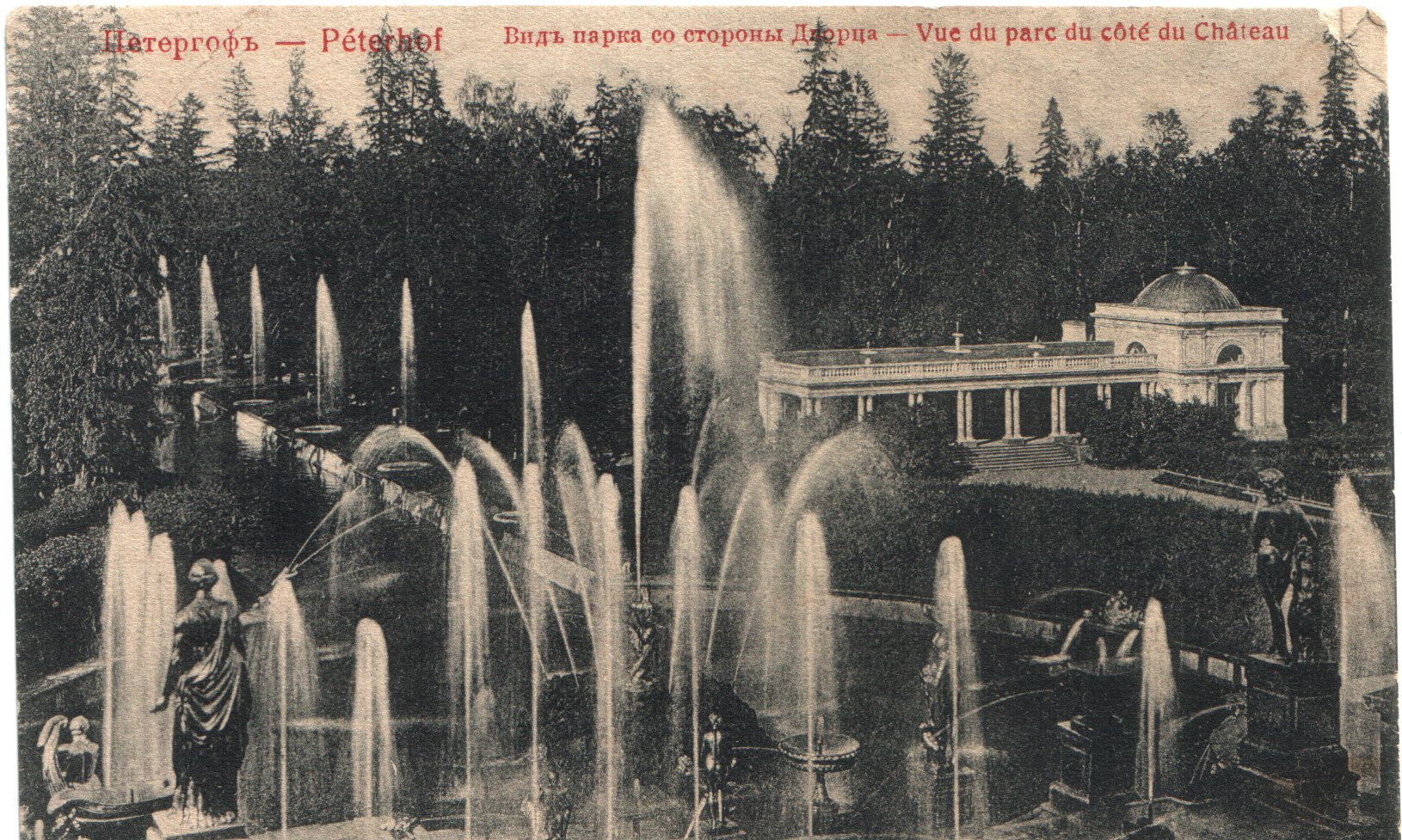
Вид парка со стороны дворца
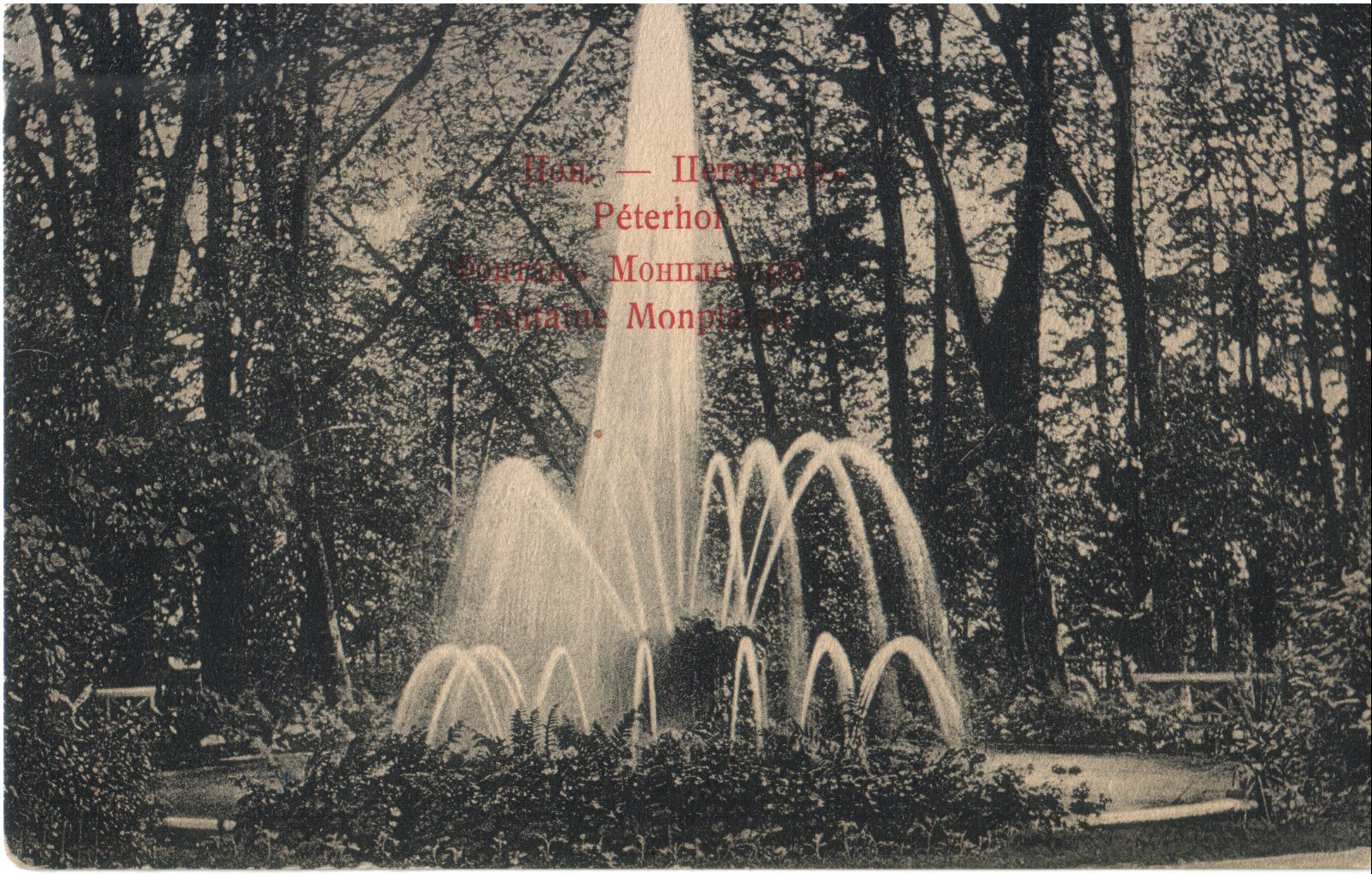
Фонтан «Монплезир»
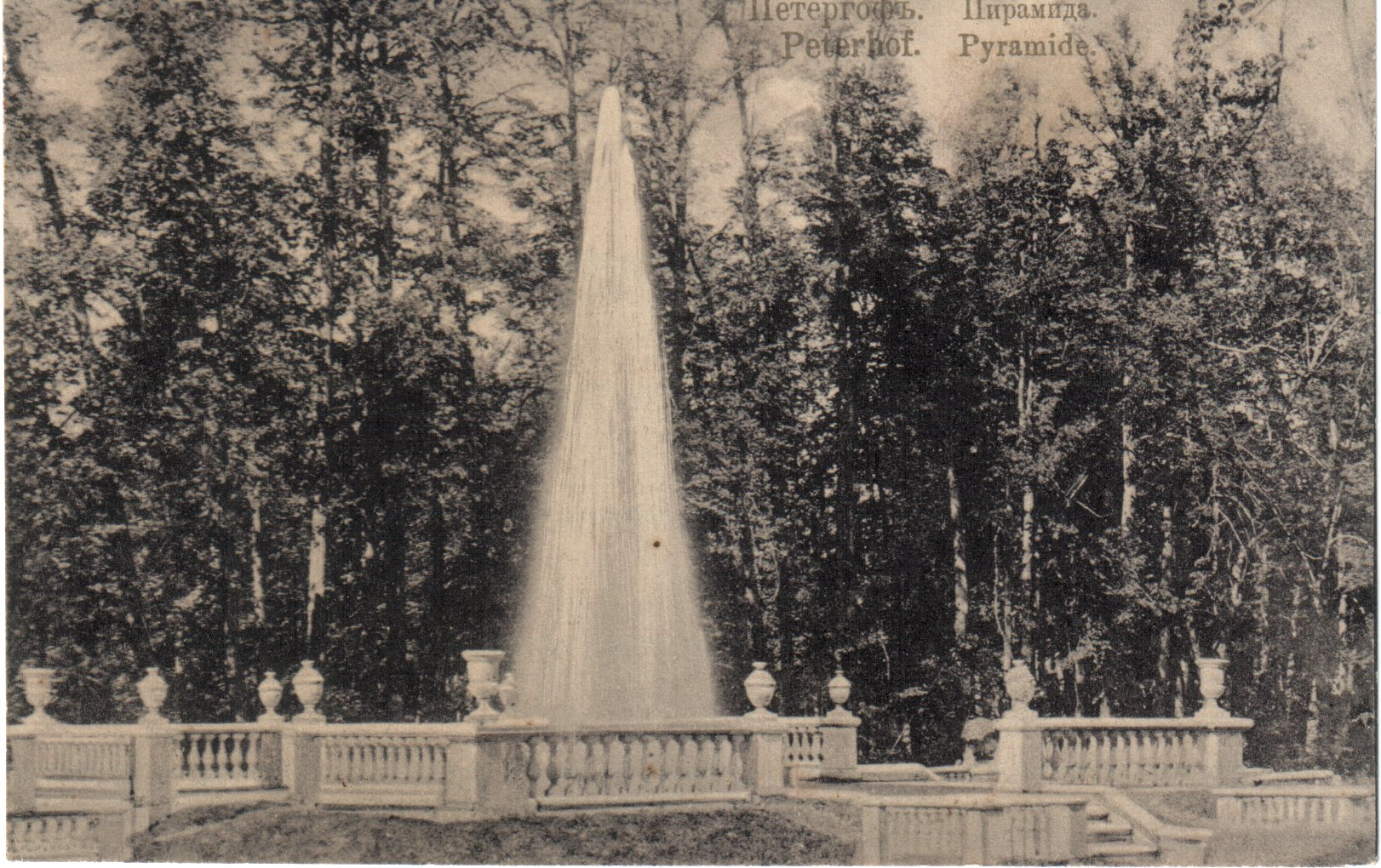
Фонтан «Пирамида»
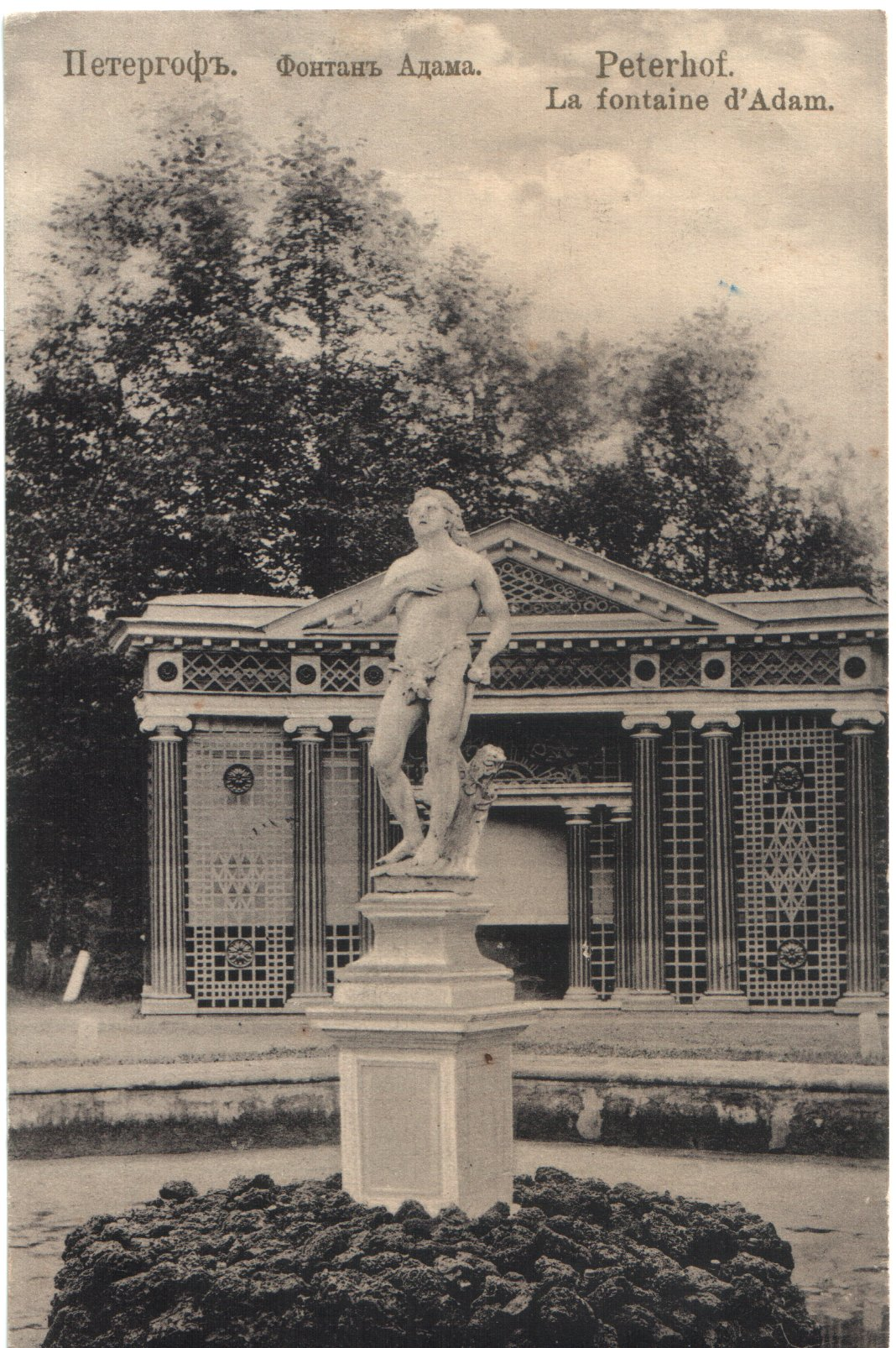
Фонтан «Адам»

## Петергофский фонтанный водовод
Жизнь, мощь и силу петергофским фонтанам и каскадам даёт фонтанный водовод — замечательное создание русской гидротехники XVIII — первой половины XIX века. Пруды и каналы водовода органически вписаны в композицию Лугового, Колонистского и Английского парков. Из фонтанного водовода наполняются водоёмы Александрии и Александрийского парков.
Уже почти 300 лет фонтанный водовод служит источником питьевой воды для населения. Но самая главная его роль, отражённая в названии, — нести и накапливать воду для действия фонтанного ансамбля.
История сооружения и совершенствования фонтанного водовода неразрывно связана с основанием и развитием всей петергофской резиденции. Первоначально, в 1715—1718 годах, Пётр предполагал соорудить Большой каскад и несколько фонтанов и снабжать их водой, накопленной в бассейне вблизи Верхнего сада. Наполнять этот бассейн должны были 2 речушки из соседнего Охотного болота. После того как архитектор Леблон представил свой «Водяной план», Пётр решил вместо большого бассейна сделать 3 регулярных пруда в Верхнем саду, получивших позднее названия «Квадратных» и «Нептуновского».
Пока шло строительство верхнесадских прудов, Пётр неутомимо искал новые источники водоснабжения. Они были обнаружены в августе 1720 года вблизи Ропшинской возвышенности в 24 километрах от Верхнего сада. Пётр сразу же оценил все преимущества, которые даёт естественный наклон местности к морю. В отличие от Марли и Версаля, где соорудили дорогостоящие водовзводные (то есть поднимающие на высоту воду) устройства, он решил пустить воду самотёком по каналу. В январе 1721 года началась прокладка Ропшинского канала шириной более 6 и глубиной более 2 метров. Строителем водовода был первый русский инженер-гидравлик Василий Григорьевич Туволков. Канал по топкой болотистой местности прокладывали солдаты Нарвского, Выборгского, Псковского и Петербургского гарнизонов. Число ежедневно работающих порой превышало 2000 человек.
Одновременно с устройством главного канала Туволков решил использовать воду нынешнего Английского пруда, где создал огромное водохранилище. Летом 1721 года он проложил от Английского пруда Верхнесадский канал (позднее — канал Гольца) и наполнил водой Квадратные пруды. Прошло немного времени и 8 августа того же года торжественно пустили воду по Ропшинскому каналу. 2 канала, составившие основу водоводной системы, позволили приступить к созданию водной декорации Нижнего парка.
Фонтанное строительство в 1730—1740 годах сказалось и на водоводной системе. Для снабжения водой каскада Драконов и всех водомётов восточной части Нижнего парка на верхней террасе вырыли Красный пруд, а для фонтанов Верхнего сада и «Самсона» проложили от Бабигонского пруда (ныне в Луговом парке) 3 деревянные трубы. Быстро выходившие из строя деревянные трубы в 1755—1769 годах заменили чугунными.
Важнейший период развития фонтанного водовода — 1825—1854 годы, когда от Ропшинских высот был проложен новый канал протяжённостью более 5 километров и устроено 9 прудов-водохранилищ. Главная роль здесь принадлежит инженеру М. Пилсудскому, с 1741 года на протяжении 33 лет руководившему «фонтанными работами».
С середины XIX века система фонтанного водовода в основном не изменялась. Длина всех каналов составляет 40 километров. Площадь 18 прудов-водохранилищ — около 100 гектаров, с объёмом более 1 миллиона 300 тысяч кубометров. Для регулирования поступающей с Ропшинских высот воды построено 22 шлюза (из них 6 — двойные).
В годы Великой Отечественной войны фонтанный водовод получил тяжелейшие повреждения. Возрождение его потребовало значительных усилий, мастерства, опыта, энтузиазма. Восстановленный в основных своих частях, водовод обеспечивает ежедневное бесперебойное действие каскадов и фонтанов даже в самые засушливые годы. Но уникальный памятник требует бережного отношения и постоянной реставрации, которая проводится поочерёдно, отдельными участками.
Путь воды к фонтанам начинается от множества мелких источников, питающих несколько крупных ручьёв, стекающих с Ижорской возвышенности. Глядинский и Хабанский ручьи образуют Фабричную речку, от которой тянется Старо-Петергофский (Ропшинский) канал; Леволовский и Святой ручьи сливаются в Ново-Петергофский, который, в свою очередь, отдаёт воду Старо-Петергофскому каналу. Вблизи деревни Низино устроен Шингарский шлюз со сбросом воды в речку Стрелку. От этого шлюза вода идёт по каналу, который в этой части называется Петергофским и заканчивается Самсоновским бассейном. Здесь происходит разветвление системы на 3 части. От Петергофского канала через пруды и протоки вода направляется в Английский пруд, а из него в Верхнесадский канал. От Самсоновского водоёма по Ольгинскому водоводу она течёт к Верхнему саду и Нижнему парку. Собранная в прудах-резервуарах на верхней террасе вода по подземным трубам устремляется к 4 группам фонтанов и каскадов Нижнего парка.